# 멍크턴 골든 플레임스
| 멍크턴 알파인스 멍크턴 골든 플레임스 |                                                                      |
| 콘퍼런스                             |                                                                      |
| 디비전                               | 노스 디비전 (1982년~1987년)                                          |
| 설립연도                             | 1982년                                                               |
| 해체연도                             | 1987년                                                               |
| 역사                                 | 멍크턴 알파인스 (1982년~1984년) 멍크턴 골든 플레임스 (1984년~1987년) |
| 경기장                               | 멍크턴 콜리세움                                                      |
| 연고지                               | 뉴브런즈윅주 멍크턴                                                  |
| 상징색                               | 빨강, 하양                                                           |
| 구단주                               |                                                                      |
| 단장                                 |                                                                      |
| 감독                                 |                                                                      |
| NHL 제휴                             |                                                                      |
| ECHL 제휴                            |                                                                      |
| 정규시즌 우승                        |                                                                      |
| 콘퍼런스 우승                        |                                                                      |
| 디비전 우승                          |                                                                      |
| 칼더 컵                              |                                                                      |
| 영구 결번                            |                                                                      |

멍크턴 알파인스/멍크턴 골든 플레임스(Moncton Alpines/Moncton Golden Flames)는 캐나다 뉴브런즈윅주 멍크턴을 연고지로 하는 1982년부터 1987년까지 AHL 소속되었던 아이스 하키팀이다.

## 역대 홈경기장
| 멍크턴 알파인스/멍크턴 골든 플레임스 |               |          |                     |      |
| 경기장                               | 사용기간      | 수용인원 | 장소                | 비고 |
| 멍크턴 콜리세움                      | 1982년~1987년 | 6,554명  | 뉴브런즈윅주 멍크턴 | 빈칸 |